# Gen (taal)
Het Gen is binnen de Kwatalen een lid van de Gbe-talen-subgroep en wordt gesproken door de Mina, een volk dat in Togo en Benin woont. In Togo leven de meeste sprekers van het Gen in het zuidoostelijke Maritime-gebied, in Benin in de departementen Mono en Atlantique.
Het precieze aantal sprekers van het Gen is onbekend, maar de schattingen lopen uiteen van 358.900 tot 436.000. In 2001 had het Gen in Benin naar alle waarschijnlijkheid tussen de 111.000 en de 158.000 sprekers, in Togo tussen de 200.900 en 325.000 (zie ook SIL/Ethnologue). Net als alle Gbe-talen is het Gen een toontaal.